# Hans-Ulrich Cain
Hans-Ulrich Cain (* 21. November 1951 in Nürnberg) ist ein deutscher Klassischer Archäologe.

## Leben
Hans-Ulrich Cain, Sohn des Mediziners Hans Cain, studierte von 1972 bis 1980 Klassische Archäologie, Alte Geschichte, Griechisch und Kunstgeschichte an der Universität München, der Universität Würzburg, der Universität Bern, der Universität Göttingen, der Universität Bonn sowie der Sapienza in Rom. Als Stipendiat des Deutschen Akademischen Austauschdienstes war er 1978 in Rom und Mittelitalien. Ende Dezember 1980 wurde Cain in München bei Paul Zanker mit einer Arbeit zum Thema Römische Marmorkandelaber promoviert.
Anschließend war Cain Wissenschaftlicher Angestellter am Archäologischen Institut der Universität München. 1982/83 war Cain Reisestipendiat des Deutschen Archäologischen Instituts und von 1983 bis 1985 Wissenschaftlicher Referent an der Abteilung Rom des Deutschen Archäologischen Instituts, wo er Leiter der Photothek war. 1985 wurde Cain zunächst Hochschulassistent und später Oberassistent am Archäologischen Institut der Universität Bonn. Dort erfolgte 1991 auch die Habilitation mit der Arbeit Dionysos-Statuen spätklassischer und hellenistischer Zeit. 1992 wurde er Oberkonservator am Staatlichen Museum für Abgüsse Klassischer Bildwerke in München und ließ sich an die Universität München umhabilitieren, um dort als Privatdozent zu lehren. Ab Mai 1997 war Cain in Nachfolge von Eberhard Paul Lehrstuhlinhaber für Klassische Archäologie an der Universität Leipzig. Er war dort Leiter des Instituts für Klassische Archäologie und Direktor des Antikenmuseums mit der Gipsabguss-Sammlung. 2017 wurde er pensioniert.
Cain ist korrespondierendes Mitglied des Deutschen Archäologischen Instituts.

## Schriften (Auswahl)
- Römische Marmorkandelaber (= Beiträge zur Erschließung hellenistischer und kaiserzeitlicher Skulptur und Architektur, Bd. 7). von Zabern, Mainz 1985, ISBN 3-8053-0798-5.
- mit Hanns Gabelmann, Dieter Salzmann (Hrsg.): Festschrift für Nikolaus Himmelmann. Beiträge zur Ikonographie und Hermeneutik  (= Bonner Jahrbücher. Beihefte, Bd. 47). von Zabern, Mainz 1989, ISBN 3-8053-1033-1.
- Dionysos: "die Locken lang, ein halbes Weib?...", Euripides : Sonderausstellung Museum für Abgüsse Klassischer Bildwerke, München. Museum für Abgüsse Klassischer Bildwerke, München 1997, ISBN 3-9805981-0-1.
- mit Annette Haug, Yadegar Asisi (Hrsg.): Das antike Rom und sein Bild. De Gruyter, Berlin 2011, ISBN 978-3-11-020131-4.